# Jarosław Zieliński (historyk)
Jarosław Maria Zieliński (ur. 2 sierpnia 1958, zm. 27 kwietnia 2021) – polski historyk, varsavianista.

## Życiorys
Autor i współautor ponad 50 książek poświęconych Warszawie, w tym przede wszystkim serii Atlas dawnej architektury ulic i placów Warszawy (wydawanej od 1996 do 2011, 15 tomów), a także przewodników historycznych po warszawskich dzielnicach. Autor kilkuset prac studialnych, artykułów naukowych i popularnonaukowych, felietonów, artykułów prasowych oraz kilkudziesięciu scenariuszy telewizyjnych. Współtwórca i zastępca redaktora naczelnego reaktywowanego miesięcznika „Stolica”, w której m.in. od pierwszego numeru 1(2178)/2006 prowadził rubrykę Warszawa na starej fotografii.
W 2008 został nagrodzony Nagrodą Literacką m.st. Warszawy za przewodnik po Żoliborzu Żoliborz. Przewodnik historyczny(współautor Tomasz Pawłowski), a także oznaczony odznaką Zasłużony dla Warszawy. W 2013 został laureatem Nagrody Klio III Stopnia, a w 2014 Nagrody Klio II Stopnia w kategorii varsavianów. W 2015 uzyskał Nagrodę m.st. Warszawy za zasługi dla Stolicy oraz Nagrodę ZAiKS za varsaviana im. Karola Małcużyńskiego. W 2020 nominowany do Nagrody Literackiej m.st. Warszawy i laureat Nagrody Klio I Stopnia.
Angażował się w działalność społeczną na rzecz dzielnicy Bielany, w której mieszkał (przy ul. Płatniczej). W latach 1992–2012 był członkiem Zespołu Nazewnictwa Miejskiego m.st. Warszawy.
Śmierć przerwała prace nad kolejną książką pt. Wieżowce. Podniebna przygoda architektury, której nie dokończył. 
Został pochowany na cmentarzu Wojskowym na Powązkach (kwatera BII30-4-17).

## Najważniejsze publikacje
- Warszawskie synagogi. Na tropie tajemnic, Wydawnictwo Księży Młyn, Łódź 2020, ISBN 978-83-7729-288-4.
- Plac. Warszawski plac Piłsudskiego jako zwierciadło ducha i kondycji narodu, Wydawnictwo Ekbin Studio PR, Warszawa 2019, ISBN 978-83-940941-5-7.
- Stacje kolejowe. Architektura i budownictwo, tomy 1 i 2, Wydawnictwo Księży Młyn, Łódź 2019, ISBN 978-83-7729-427-7, ISBN 978-83-7729-428-4.
- Ochota dzielnica z klasą (współautor), tomy 1 i 2, Fundacja Hereditas, Warszawa 2018 i 2019, ISBN 978-83-951050-0-5 i ISBN 978-83-951050-3-6.
- Bielany. Przewodnik historyczny, Wydawnictwo RM, Warszawa 2015, ISBN 978-83-7773-446-9, wyd. 2 poprawione, Warszawa 2017, ISBN 978-83-7773-677-7.
- Warszawa wielkomiejska. Złota 44 i inne warszawskie niebotyki, Wydawnictwo Ekbin Studio PR, Warszawa 2015, ISBN 978-83-940941-0-2.
- Warszawa wielkomiejska. Marszałkowska, róg Świętokrzyskiej i okolice, Wydawnictwo Ekbin Studio PR, Warszawa 2014, ISBN 978-83-929745-5-0.
- Warszawa wielkomiejska. Foksal i okolice, Wydawnictwo Ekbin Studio PR, Warszawa 2013, ISBN 978-83-929745-8-1.
- Warszawa wielkomiejska. Plac Unii i okolice, Wydawnictwo Ekbin Studio PR, Warszawa 2013, ISBN 978-83-929745-4-3.
- Spacerownik po żydowskiej Warszawie (z Jerzym S. Majewskim), Wydawnictwo Agora SA i Wydawnictwo Polin, Warszawa 2014, ISBN 978-83-268-1283-5.
- Pałac Kultury i Nauki, Wydawnictwo Księży Młyn, Warszawa 2012, ISBN 978-83-7729-158-0.
- Przedwojenne Kamionek, Grochów, Saska Kępa. Najpiękniejsze fotografie, Wydawnictwo RM, Warszawa 2013, ISBN 978-83-7773-011-9.
- Przedwojenna żydowska Warszawa. Najpiękniejsze fotografie, Wydawnictwo RM, Warszawa 2012, ISBN 978-83-7243-982-6.
- Przedwojenne śródmieście Warszawy. Najpiękniejsze fotografie, Wydawnictwo RM, Warszawa 2012, ISBN 978-83-7773-010-2.
- Przedwojenne Bielany. Najpiękniejsze fotografie, Wydawnictwo RM, Warszawa 2010, ISBN 978-83-7243-852-2.
- 125 lat Wodociągów Warszawskich (z Ryszardem Żelichowskim), Wydawnictwo MPWiK, Warszawa 2011, ISBN 978-83-924333-1-6.
- Neony. Ulotny ornament warszawskiej nocy (z Izabellą Tarwacką), Fundacja Hereditas, Warszawa 2010, ISBN 978-83-931723-0-6.
- Ochotnicy na spacer. Przewodnik po Ochocie, Wydawnictwo Veda, Warszawa 2010, ISBN 978-83-61932-22-2.
- Realizm socjalistyczny w Warszawie. Urbanistyka i architektura (1949–1956), Fundacja Hereditas, Warszawa 2009, ISBN 978-83-927791-3-1.
- Żoliborz. Przewodnik historyczny (z Tomaszem Pawłowskim), Rosner & Wspólnicy, Warszawa 2008, ISBN 978-83-60336-27-4.
- Latarnie warszawskie. Historia i technika, Wydawnictwo Jeden Świat, Warszawa 2007, ISBN 978-83-89632-37-1.
- Ulica Nowy Świat, Wydawnictwo Veda, Warszawa 1998, ISBN 83-85584-55-2.
- Ulica Bednarska, Wydawnictwo Veda, Warszawa 1997, ISBN 83-85584-51-X.